# Двадесет и четири точкова калинка
Двадесет и четири точковата калинка (Subcoccinella vigintiquatuorpunctata) е насекомо от разред твърдокрили. Тя е вредител по люцерната.

## Отличителни белези
Калинката е дълга три до четири милиметра, има закръглено и много фино окосмено тяло. Крилете са оцветени в оранжево до червено-кафяво, всяко с по дванадесет точки. На вратната черупка има едно до три размити, свързани черни петна. Останалата част е оцветена в оранжево. Съществуват различни вариации – редом с обичайното оцветяване в червено с множество черни точки до такива, при които точките напълно липсват или са толкова големи, че крилата изглеждат черни. Има и екземпляри, които са със светли точки.